# Bruno Rudolph
Bruno „Fliege“ Rudolph (* 26. Juni 1938 in Berlin; † 26. April 2021 in Berlin) war ein deutscher Fußballspieler, Manager und Trainer. Für die SG Lichtenberg 47 spielte er in den 1960er Jahren in der DDR-Liga. In den späten 80er und frühen 90er Jahren war er Manager der BSG Rotation Berlin (ab 1990 BSV Spindlersfeld) in der DDR-Liga und NOFV-Oberliga.

## Sportliche Laufbahn
Im Alter von 18 Jahren wurde Bruno Rudolph zur Saison 1957 (Kalenderjahrsaison) erstmals in den Kader des Ost-Berliner Stadtligisten Motor Weißensee aufgenommen. Dort wurde er als Stürmer eingesetzt und machte bereits als sicherer Torschütze auf sich aufmerksam. Sein Talent wies er auch in den beiden folgenden Spielzeiten nach, als er sich zu einem der erfolgreichsten Torjäger der Stadtliga entwickelte. Das brachte ihm auch mehrfache Berufungen in Ost-Berliner Auswahlspielen ein. Mit Beginn der Saison 1960 wechselte Rudolph zur Betriebssportgemeinschaft (BSG) Tiefbau Berlin, die in die drittklassigen II. DDR-Liga aufgestiegen war. Auch auf der höheren Fußballebene erwies er sich als treffsicherer Schütze. 
Von der Saison 1961/62 (Rückkehr zum Sommer-Frühjahr-Spielrhythmus) an spielte Rudolph für den Drittligisten SG Lichtenberg 47. Als Linksaußenstürmer eingesetzt, machte er bereits in seiner ersten Lichtenberger Spielzeit wieder als Torjäger auf sich aufmerksam. Allein im Punktspiel gegen Chemie Grünau-Schmöckwitz steuerte er beim 7:0-Sieg vier Tore bei. Nach einer weiteren Saison in der II. DDR-Liga spielte Lichtenberg 47 ab 1963/64 in der nach Einstellung der II. Liga drittklassigen Ost-Berliner Stadtliga. Am Saisonende wurde Rudolph mit den Lichtenbergern Stadtmeister, die jedoch in den Aufstiegsspielen zur DDR-Liga scheiterten. 1966 nahm Lichtenberg 47 erneut an den DDR-Liga-Aufstiegsspielen teil. Rudolph wurde in allen vier Spielen eingesetzt, und obwohl er torlos blieb, schaffte die Mannschaft den Aufstieg. In seiner ersten DDR-Liga-Saison wurde er in den 30 Punktspielen 27-mal eingesetzt und sorgte als Torschützenkönig mit 14 Treffern dafür, dass seine Mannschaft den Klassenerhalt schaffte. Auch 1967/68 war Rudolph wieder mit 26 Ligaeinsätzen als Stürmer Stammspieler bei der 47ern, kam aber nur noch auf drei Tore. 
Nach seiner zweiten DDR-Liga-Saison kehrte Rudolph zur Spielzeit 1968/69 in die ehemalige Stadtliga, nun Bezirksliga Berlin, zurück. Nachdem er bisher schon bei der 2. Mannschaft von Lichtenberg 47 als Trainer gewirkt hatte, wurde Rudolph nun bei der BSG Rotation Berlin in Berlin-Spindlersfeld Spielertrainer. Als 34-jährigem gelang ihm 1973 noch das Kunststück, in einem Freundschaftsspiel gegen die fünftklassige TSG Schöneiche beim 6:1-Sieg alle Tore seiner Mannschaft zu erzielen. Im Sommer 1973 beendete Bruno Rudolf aus beruflichen Gründen seine fußballerische Laufbahn. Nach der Wende half er noch einmal als Trainer bei den Spindlersfeldern in der Oberliga Nordost aus. 